# Lundby-Lids gravfält

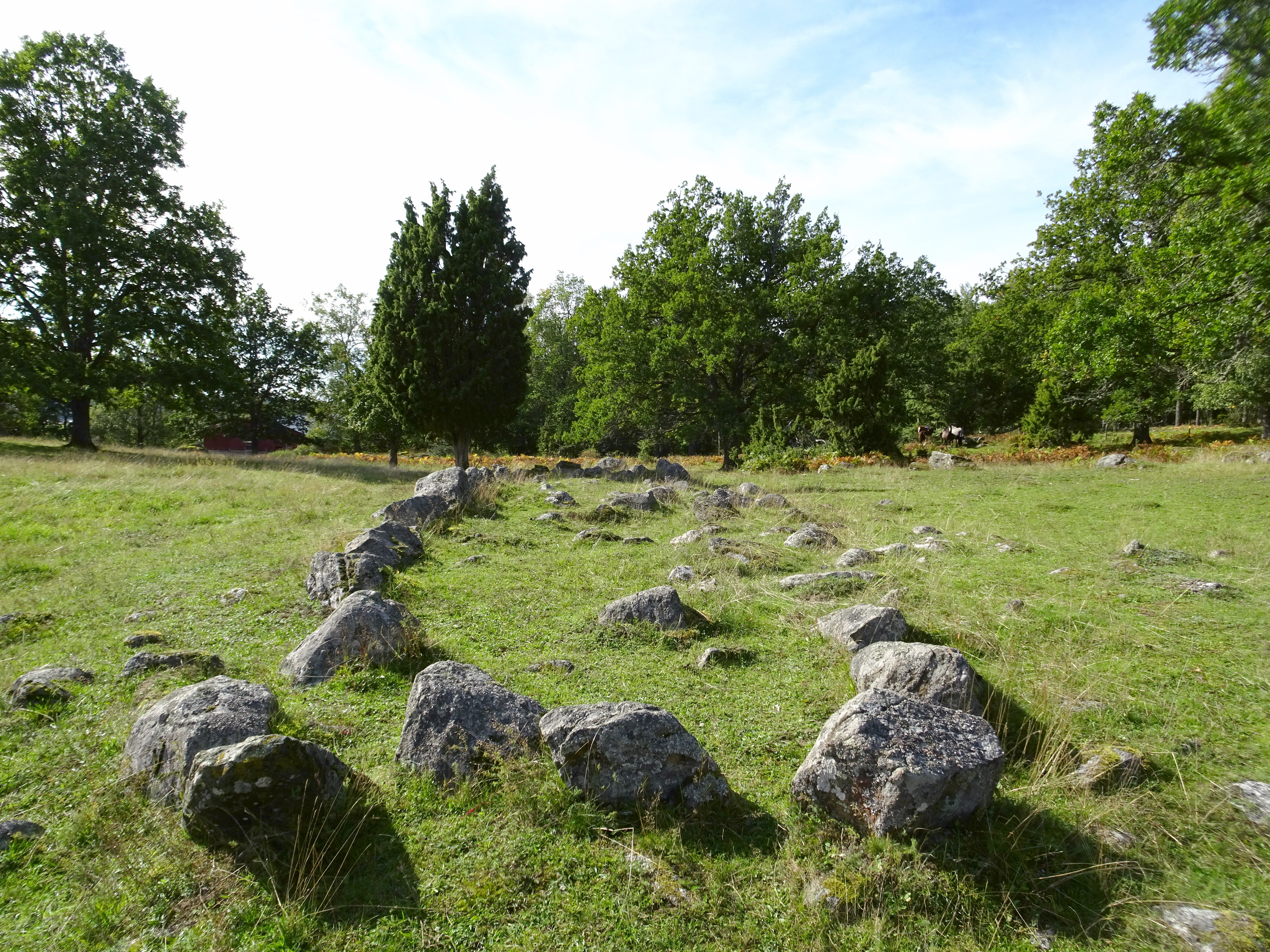
Skeppsättning Lid 14:1.

Lundby-Lids gravfält ligger cirka 1,7 kilometer öster om Lids kyrka i Lids socken i Nyköpings kommun, Södermanland. Här, vid södra sidan om Lidsvägen, finns flera forntida lämningar varav skeppsättningen på gravfält nummer 14:1 är mest intressant.

## Beskrivning
Vid nordvästra viken av sjön Eknaren utbreder sig två större gravfält omfattande en yta av cirka 300x200 meter. Här finns sammanlagd omkring 90 synliga fornlämningar som består av runda och rektangulära stensättningar och gravhögar. Dessutom finns boplatslämningar från bronsåldern och järnåldern. Dessa lämningar består av högar med sönderbrända stenar och annat avfall från bronsålderns hushåll. 
En skeppsättning är tydligast att se. Den skeppsformiga stensättningen är 21 meter lång, 4 meter bred och 0,1–0,2 meter hög, med delvis övertorvad fyllning av stenar. Kantkedjan består av större stenblock som är delvis kantställda. Skeppsgraven på Lundby-Lids gravfält är inte arkeologiskt undersökt därför är det svårt att datera den exakt. De förekom dock både under brons- och vikingatiden.

## Bilder

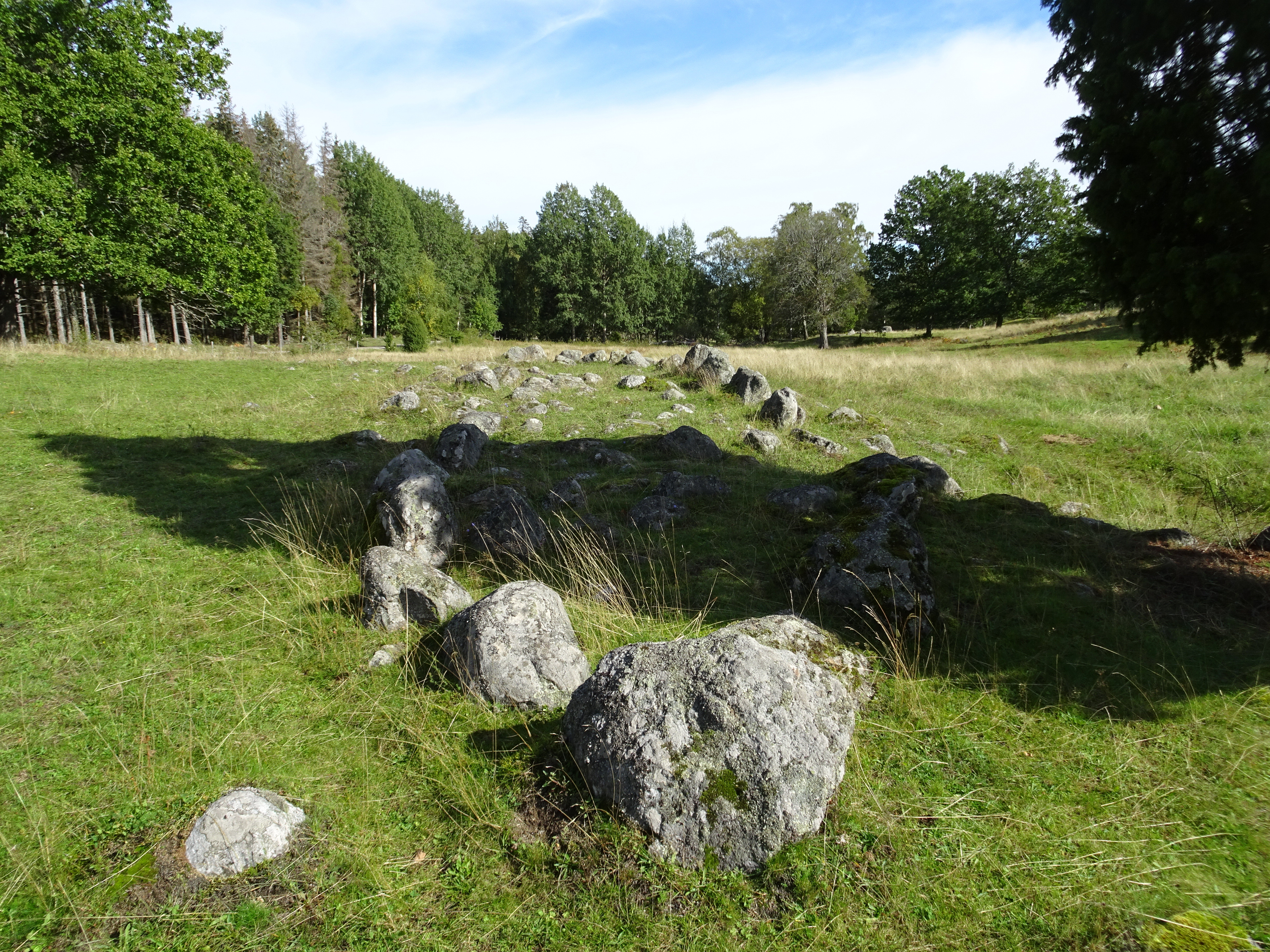
Skeppsättning.
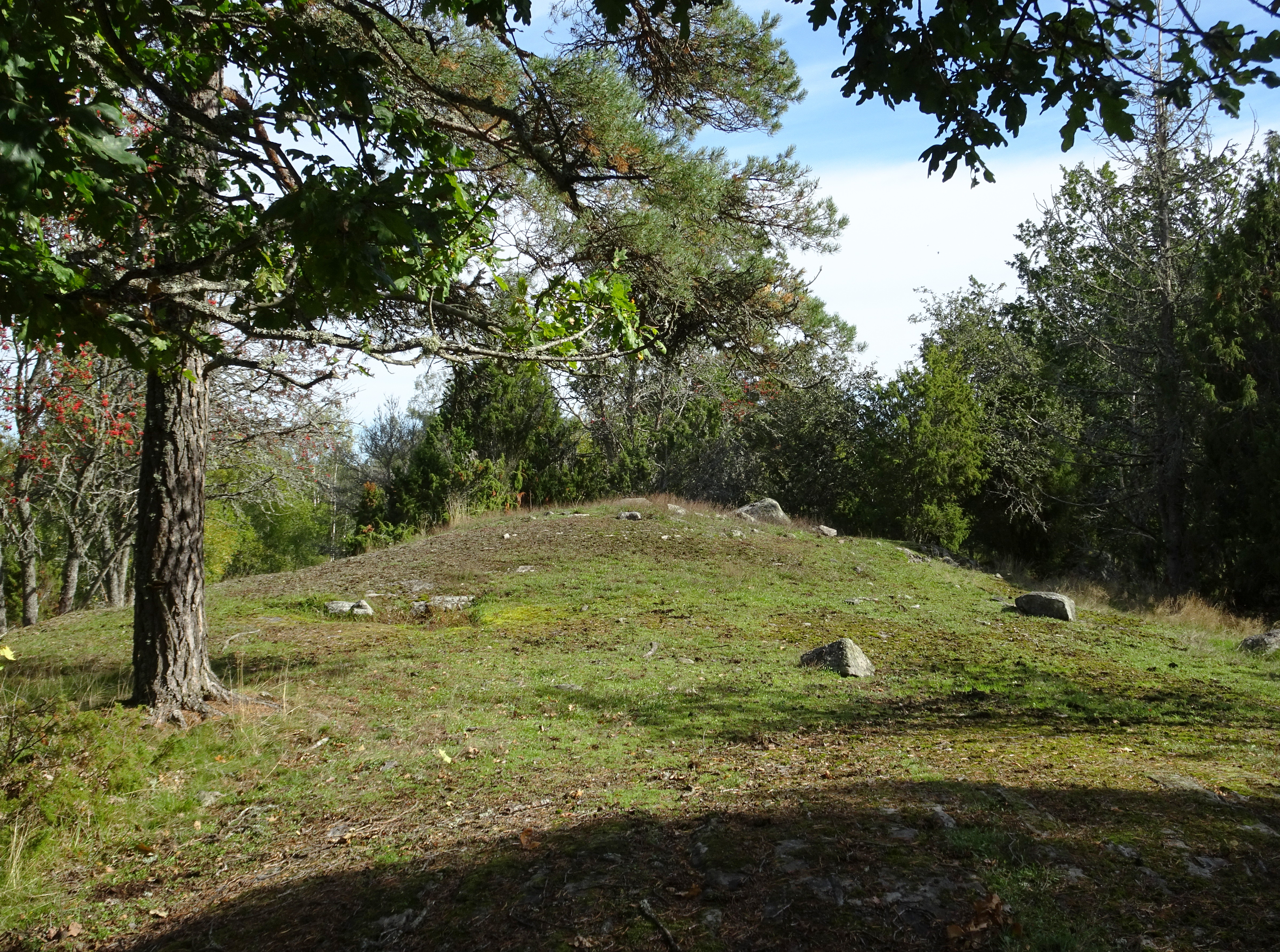
Gravhög.
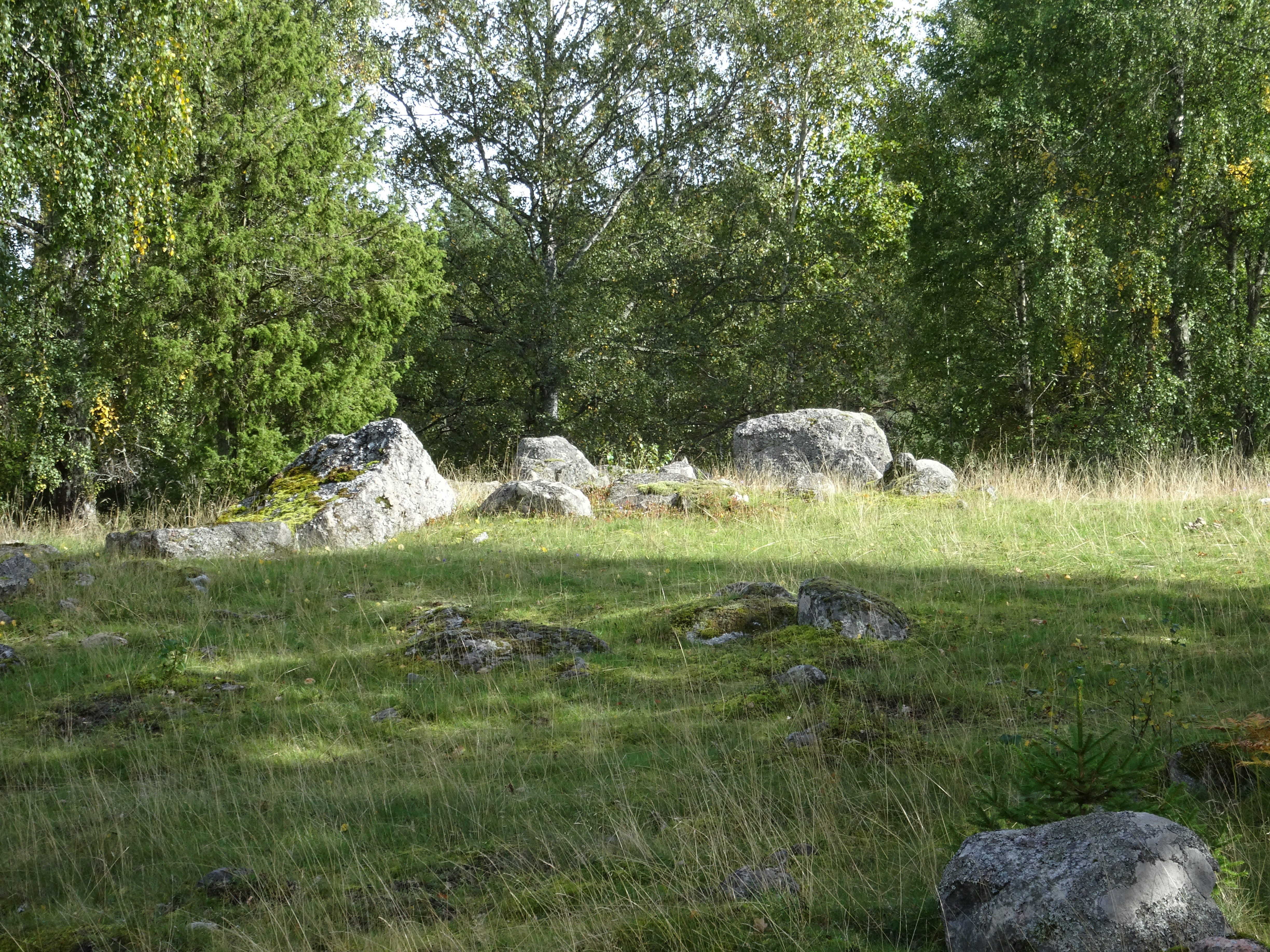
Stensättning.
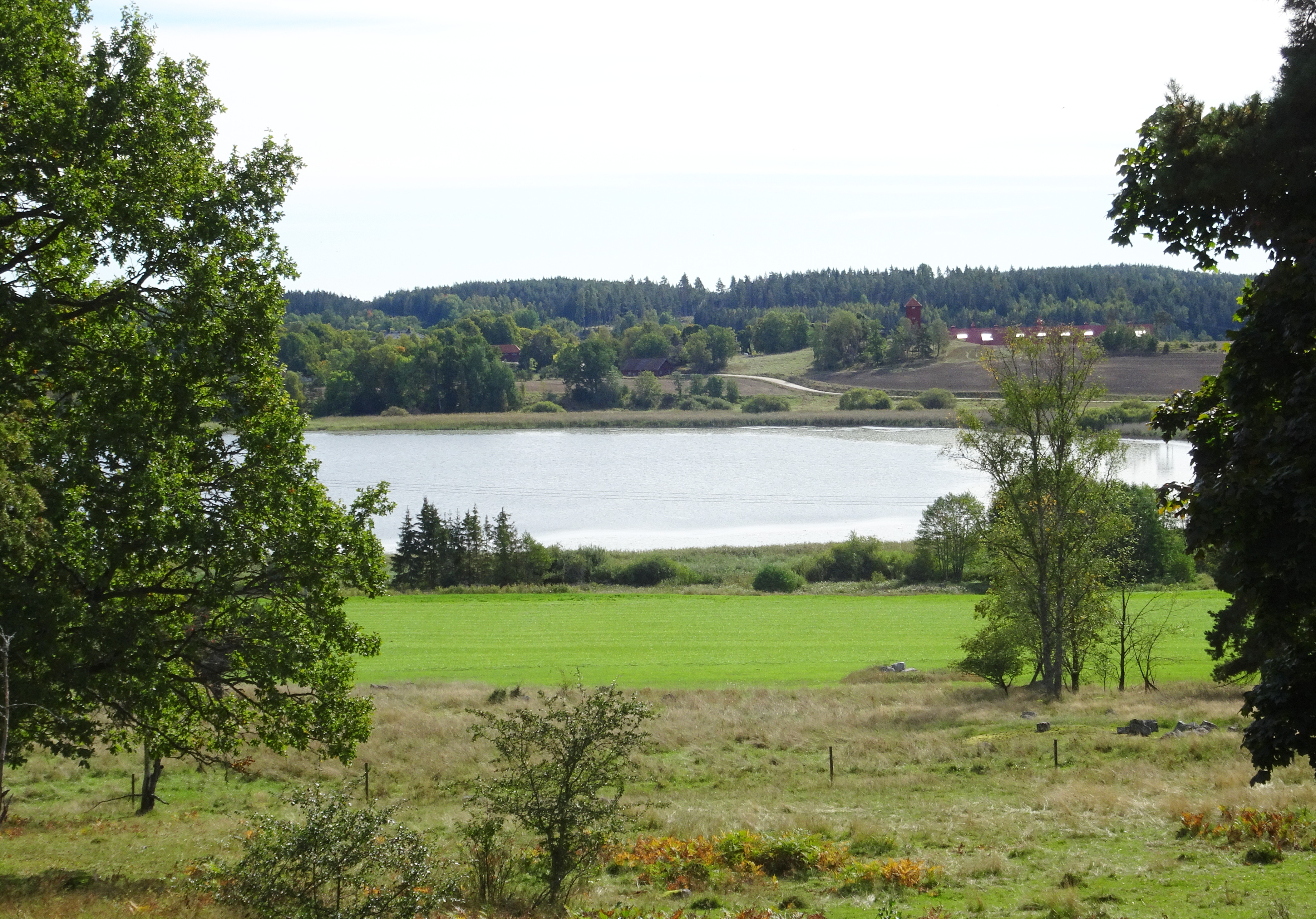
Sjön Eknaren.